# Dây thường xuân
Dây thường xuân, còn gọi là cây Vạn niên, (danh pháp khoa học: Hedera helix) là một loài thực vật thuộc chi Dây thường xuân (Hedera), Họ Cuồng (Araliaceae). Cây có nguồn gốc ở châu Âu và Tây Á, là loài cây leo, thường xanh. Chúng có khả năng sinh sống và lan trên bề mặt dốc cao tới 20-30 mét. Ở nhiều nơi, chúng được trồng để tạo màu xanh và để làm hàng rào. Thường xuân không đòi hỏi nhiều ánh sáng. Chăm sóc dễ dàng. Có nghiên cứu cho rằng thường xuân có thể hấp thụ các hợp chất hữu cơ dễ bay hơi hay các chất gây ô nhiễm không khí do máy tính hoặc các thiết bị văn phòng tạo ra có thể gây đau đầu và buồn nôn. Cây thường xuân còn có khả năng xanh tốt quanh năm

## Hình ảnh

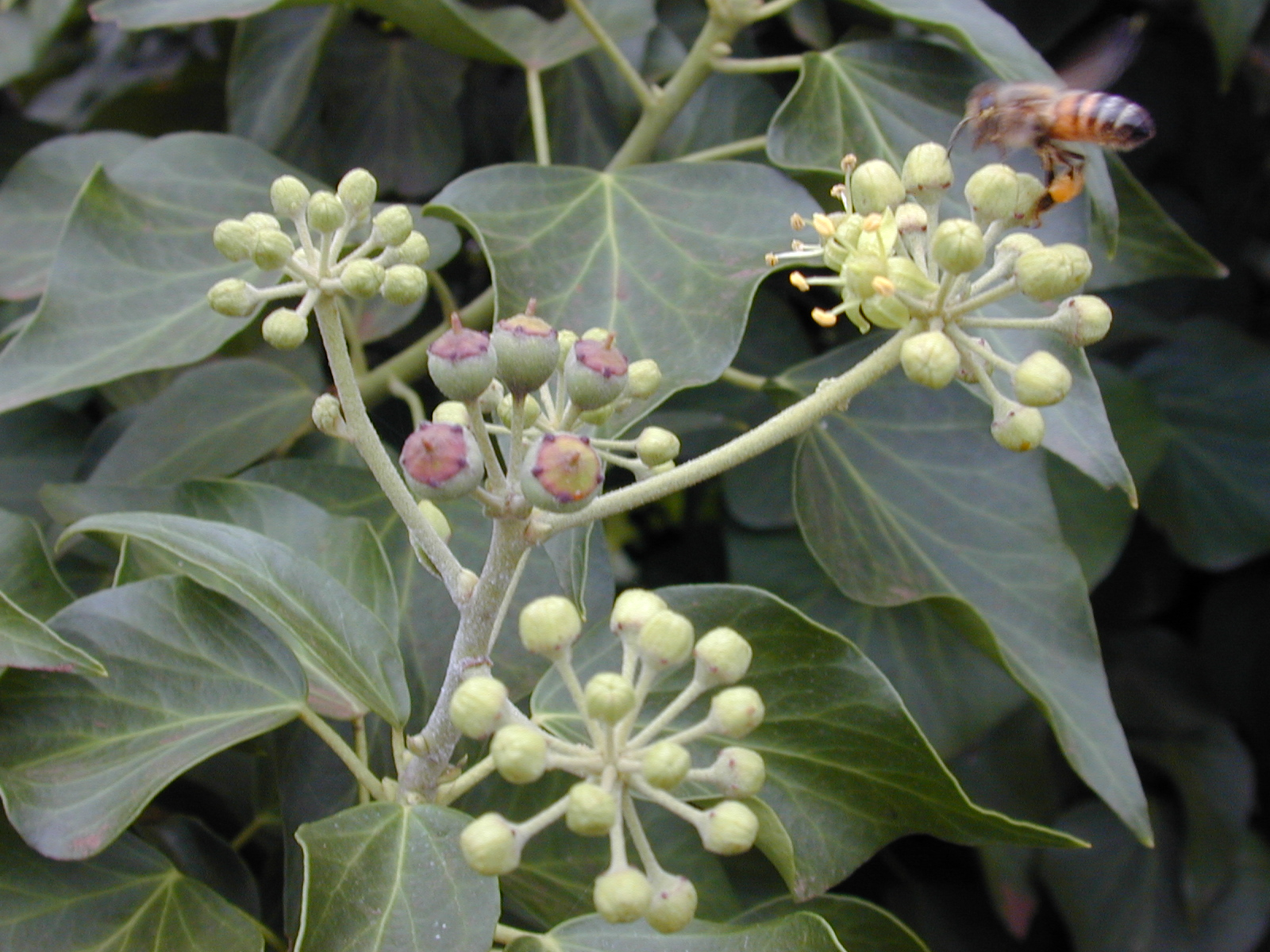
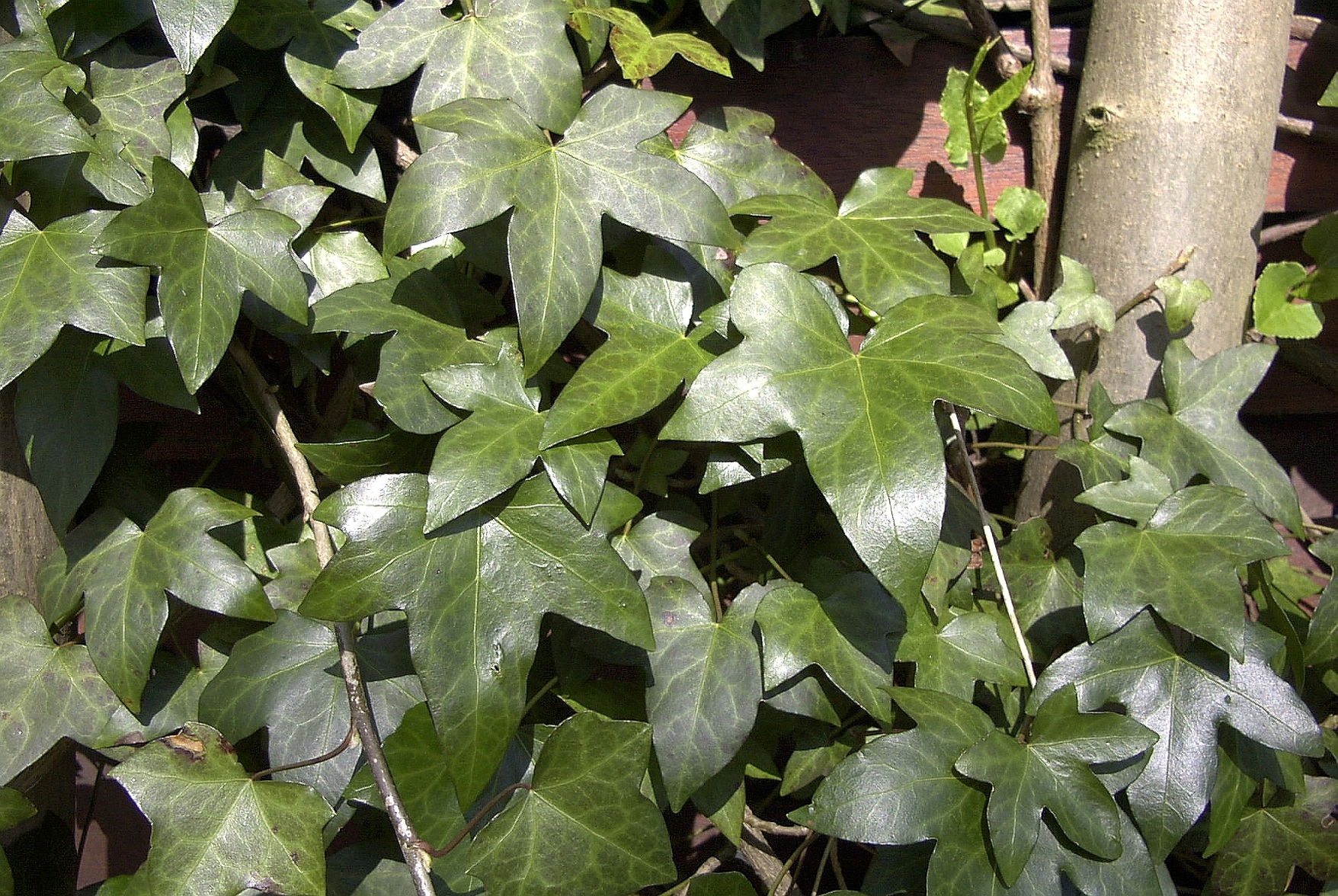
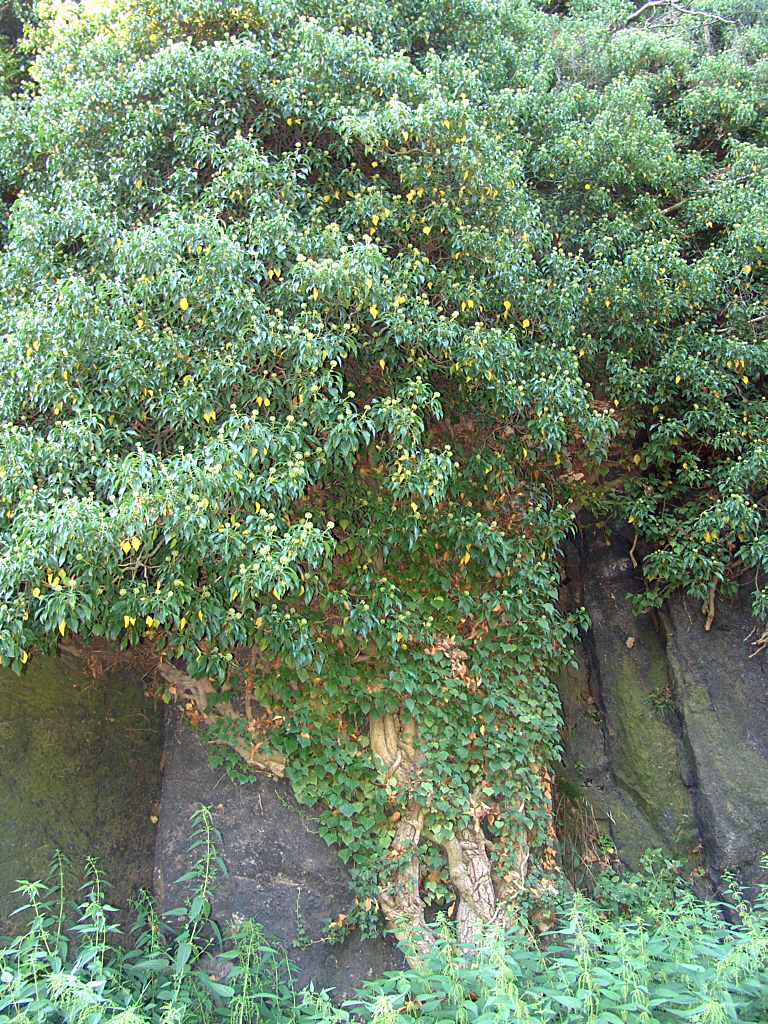
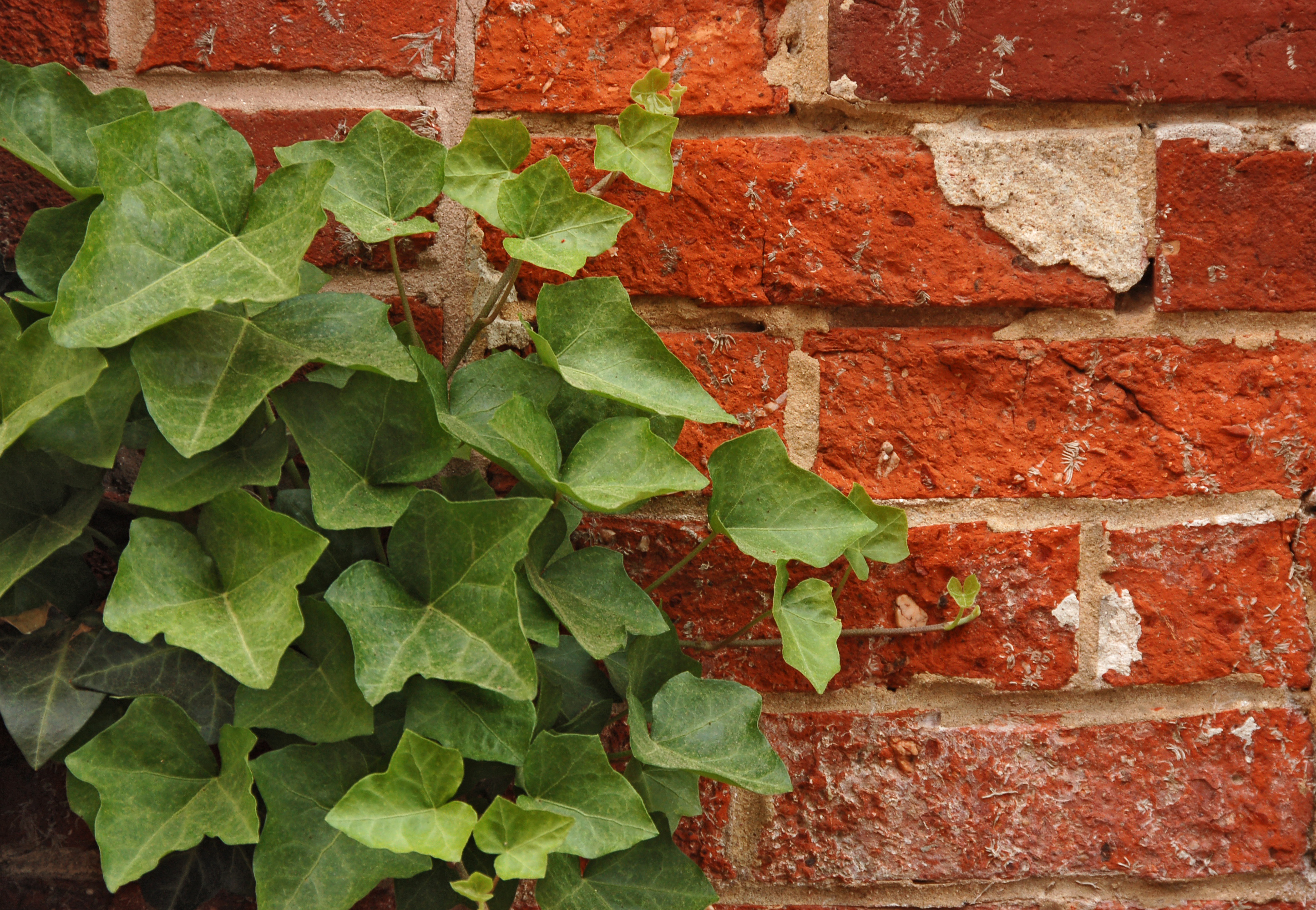